# Rezultati moštva Maserati v Formuli 1
Tabela prikazuje popoln pregled rezultatov moštva Maserati v Formuli 1.

## Popoln pregled rezultatov
(legenda) (odebeljene dirke pomenijo najboljši štartni položaj, poševne pa najhitrejši krog)
| Leto | Šasija                           | Motor                                | Gume | Dirkači               | 1    | 2    | 3   | 4    | 5    | 6   | 7    | 8    | 9   |
| ---- | -------------------------------- | ------------------------------------ | ---- | --------------------- | ---- | ---- | --- | ---- | ---- | --- | ---- | ---- | --- |
| 1950 | Maserati 4CLT/48                 | Maserati 1,5 L L4 superkompresorski  | P    |                       | VB   | MON  | 500 | ŠVI  | BEL  | FRA | ITA  |      |     |
| 1950 | Maserati 4CLT/48                 | Maserati 1,5 L L4 superkompresorski  | P    | Louis Chiron          | Ret  | 3    |     | 9    |      | Ret | Ret  |      |     |
| 1950 | Maserati 4CLT/48                 | Maserati 1,5 L L4 superkompresorski  | P    | Franco Rol            |      | Ret  |     |      |      | Ret | Ret  |      |     |
| 1952 | Maserati A6GCM                   | Maserati 2,0 L L6                    | P    |                       | ŠVI  | 500  | BEL | FRA  | VB   | NEM | NIZ  | ITA  |     |
| 1952 | Maserati A6GCM                   | Maserati 2,0 L L6                    | P    | Felice Bonetto        |      |      |     |      |      | DSQ |      | 5    |     |
| 1952 | Maserati A6GCM                   | Maserati 2,0 L L6                    | P    | Franco Rol            |      |      |     |      |      |     |      | Ret  |     |
| 1952 | Maserati A6GCM                   | Maserati 2,0 L L6                    | P    | José Froilán González |      |      |     |      |      |     |      | 2    |     |
| 1953 | Maserati A6GCM Maserati A6GCM/53 | Maserati 2,0 L L6                    | P    |                       | ARG  | 500  | NIZ | BEL  | FRA  | VB  | NEM  | ŠVI  | ITA |
| 1953 | Maserati A6GCM Maserati A6GCM/53 | Maserati 2,0 L L6                    | P    | Juan Manuel Fangio    | Ret  |      | Ret | Ret† | 2    | 2   | 2    | 4†   | 1   |
| 1953 | Maserati A6GCM Maserati A6GCM/53 | Maserati 2,0 L L6                    | P    | José Froilan González | 3    |      | 3†  | Ret  | 3    | 4   | DNS  |      |     |
| 1953 | Maserati A6GCM Maserati A6GCM/53 | Maserati 2,0 L L6                    | P    | Felice Bonetto        | Ret  |      | 3†  |      | Ret  | 6   | 4    | 4†   | Ret |
| 1953 | Maserati A6GCM Maserati A6GCM/53 | Maserati 2,0 L L6                    | P    | Oscar Gálvez          | 5    |      |     |      |      |     |      |      |     |
| 1953 | Maserati A6GCM Maserati A6GCM/53 | Maserati 2,0 L L6                    | P    | Johnny Claes          |      |      |     | Ret† |      |     |      |      |     |
| 1953 | Maserati A6GCM Maserati A6GCM/53 | Maserati 2,0 L L6                    | P    | Onofre Marimón        |      |      |     | 3    | 9    | Ret | Ret  | Ret  | Ret |
| 1953 | Maserati A6GCM Maserati A6GCM/53 | Maserati 2,0 L L6                    | P    | Hermann Lang          |      |      |     |      |      |     |      | 5    |     |
| 1953 | Maserati A6GCM Maserati A6GCM/53 | Maserati 2,0 L L6                    | P    | Sergio Mantovani      |      |      |     |      |      |     |      |      | 7†  |
| 1953 | Maserati A6GCM Maserati A6GCM/53 | Maserati 2,0 L L6                    | P    | Luigi Musso           |      |      |     |      |      |     |      |      | 7†  |
| 1954 | Maserati A6GCM Maserati 250F     | Maserati 2,0 L L6 Maserati 2,5 L L6  | P    |                       | ARG  | 500  | BEL | FRA  | VB   | NEM | ŠVI  | ITA  | ŠPA |
| 1954 | Maserati A6GCM Maserati 250F     | Maserati 2,0 L L6 Maserati 2,5 L L6  | P    | Juan Manuel Fangio    | 1    |      | 1   |      |      |     |      |      |     |
| 1954 | Maserati A6GCM Maserati 250F     | Maserati 2,0 L L6 Maserati 2,5 L L6  | P    | Onofre Marimón        | Ret  |      | Ret | Ret  | 3    | DNS |      |      |     |
| 1954 | Maserati A6GCM Maserati 250F     | Maserati 2,0 L L6 Maserati 2,5 L L6  | P    | Luigi Musso           | DNS  |      |     |      |      |     |      | Ret  | 2   |
| 1954 | Maserati A6GCM Maserati 250F     | Maserati 2,0 L L6 Maserati 2,5 L L6  | P    | Prince Bira           | 7    |      |     |      |      |     |      |      |     |
| 1954 | Maserati A6GCM Maserati 250F     | Maserati 2,0 L L6 Maserati 2,5 L L6  | P    | Sergio Mantovani      |      |      | 7   | DNS  |      | 5   | 5    | 9    | Ret |
| 1954 | Maserati A6GCM Maserati 250F     | Maserati 2,0 L L6 Maserati 2,5 L L6  | P    | Alberto Ascari        |      |      |     | Ret  | Ret† |     |      |      |     |
| 1954 | Maserati A6GCM Maserati 250F     | Maserati 2,0 L L6 Maserati 2,5 L L6  | P    | Luigi Villoresi       |      |      |     | 5    | Ret† | DNS |      | Ret  |     |
| 1954 | Maserati A6GCM Maserati 250F     | Maserati 2,0 L L6 Maserati 2,5 L L6  | P    | Roberto Mières        |      |      |     |      |      |     | 4    | Ret  | 4   |
| 1954 | Maserati A6GCM Maserati 250F     | Maserati 2,0 L L6 Maserati 2,5 L L6  | P    | Stirling Moss         |      |      |     |      |      |     | Ret  | 10   | Ret |
| 1954 | Maserati A6GCM Maserati 250F     | Maserati 2,0 L L6 Maserati 2,5 L L6  | P    | Harry Schell          |      |      |     |      |      |     | Ret  |      |     |
| 1954 | Maserati A6GCM Maserati 250F     | Maserati 2,0 L L6 Maserati 2,5 L L6  | P    | Louis Rosier          |      |      |     |      |      |     |      | 8    |     |
| 1954 | Maserati A6GCM Maserati 250F     | Maserati 2,0 L L6 Maserati 2,5 L L6  | P    | Paco Godia            |      |      |     |      |      |     |      |      | 6   |
| 1955 | Maserati 250F                    | Maserati 2,5 L L6                    | P    |                       | ARG  | MON  | 500 | BEL  | NIZ  | VB  | ITA  |      |     |
| 1955 | Maserati 250F                    | Maserati 2,5 L L6                    | P    | Jean Behra            | 6†   | 3†   |     | 5†   | 6    | Ret | 4    |      |     |
| 1955 | Maserati 250F                    | Maserati 2,5 L L6                    | P    | Harry Schell          | 6†   |      |     |      |      |     |      |      |     |
| 1955 | Maserati 250F                    | Maserati 2,5 L L6                    | P    | Sergio Mantovani      | 7†   |      |     |      |      |     |      |      |     |
| 1955 | Maserati 250F                    | Maserati 2,5 L L6                    | P    | Luigi Musso           | 7†   | Ret  |     | 7    | 3    | 5   | Ret  |      |     |
| 1955 | Maserati 250F                    | Maserati 2,5 L L6                    | P    | Roberto Mières        | 5    | Ret  |     | 5†   | 4    | Ret | 7    |      |     |
| 1955 | Maserati 250F                    | Maserati 2,5 L L6                    | P    | Carlos Menditéguy     | Ret† |      |     |      |      |     | 5    |      |     |
| 1955 | Maserati 250F                    | Maserati 2,5 L L6                    | P    | Clemar Bucci          | Ret† |      |     |      |      |     |      |      |     |
| 1955 | Maserati 250F                    | Maserati 2,5 L L6                    | P    | Cesare Perdisa        |      | 3†   |     | 8    |      |     |      |      |     |
| 1955 | Maserati 250F                    | Maserati 2,5 L L6                    | P    | André Simon           |      |      |     |      |      | Ret |      |      |     |
| 1955 | Maserati 250F                    | Maserati 2,5 L L6                    | P    | Peter Collins         |      |      |     |      |      |     | Ret  |      |     |
| 1955 | Maserati 250F                    | Maserati 2,5 L L6                    | P    | Horace Gould          |      |      |     |      |      |     | Ret  |      |     |
| 1956 | Maserati 250F                    | Maserati 2,5 L L6                    | P    |                       | ARG  | MON  | 500 | BEL  | FRA  | VB  | NEM  | ITA  |     |
| 1956 | Maserati 250F                    | Maserati 2,5 L L6                    | P    | Jean Behra            | 2    | 3    |     | 6    | 3    | 3   | 3    | Ret† |     |
| 1956 | Maserati 250F                    | Maserati 2,5 L L6                    | P    | Stirling Moss         | Ret  | 1    |     | 3†   | 5†   | Ret | 2    | 1    |     |
| 1956 | Maserati 250F                    | Maserati 2,5 L L6                    | P    | Luigi Piotti          | Ret  |      |     |      |      |     |      |      |     |
| 1956 | Maserati 250F                    | Maserati 2,5 L L6                    | P    | Gerino Gerini         | 4†   |      |     |      |      |     |      |      |     |
| 1956 | Maserati 250F                    | Maserati 2,5 L L6                    | P    | Chico Landi           | 4†   |      |     |      |      |     |      |      |     |
| 1956 | Maserati 250F                    | Maserati 2,5 L L6                    | P    | Carlos Menditéguy     | Ret  |      |     |      |      |     |      |      |     |
| 1956 | Maserati 250F                    | Maserati 2,5 L L6                    | P    | José Froilan González | Ret  |      |     |      |      |     |      |      |     |
| 1956 | Maserati 250F                    | Maserati 2,5 L L6                    | P    | Cesare Perdisa        |      | 7    |     | 3†   | 5†   | 7   | Ret† |      |     |
| 1956 | Maserati 250F                    | Maserati 2,5 L L6                    | P    | Paco Godia            |      |      |     | Ret  | 7    | 8   | 4    | 4    |     |
| 1956 | Maserati 250F                    | Maserati 2,5 L L6                    | P    | Mike Hawthorn         |      |      |     | DNS  |      |     |      |      |     |
| 1956 | Maserati 250F                    | Maserati 2,5 L L6                    | P    | Piero Taruffi         |      |      |     |      | Ret  |     |      |      |     |
| 1956 | Maserati 250F                    | Maserati 2,5 L L6                    | P    | Umberto Maglioli      |      |      |     |      |      |     | Ret† | Ret† |     |
| 1956 | Maserati 250F                    | Maserati 2,5 L L6                    | P    | Luigi Villoresi       |      |      |     |      |      |     |      | Ret† |     |
| 1956 | Maserati 250F                    | Maserati 2,5 L L6                    | P    | Jo Bonnier            |      |      |     |      |      |     |      | Ret† |     |
| 1957 | Maserati 250F                    | Maserati 2,5 L L6 Maserati 2,5 L V12 | P    |                       | ARG  | MON  | 500 | FRA  | VB   | NEM | PES  | ITA  |     |
| 1957 | Maserati 250F                    | Maserati 2,5 L L6 Maserati 2,5 L V12 | P    | Juan Manuel Fangio    | 1    | 1    |     | 1    | Ret  | 1   | 2    | 2    |     |
| 1957 | Maserati 250F                    | Maserati 2,5 L L6 Maserati 2,5 L V12 | P    | Jean Behra            | 2    |      |     | 6    | Ret  | 6   | Ret  | Ret  |     |
| 1957 | Maserati 250F                    | Maserati 2,5 L L6 Maserati 2,5 L V12 | P    | Carlos Menditéguy     | 3    | Ret  |     | Ret  | Ret  |     |      |      |     |
| 1957 | Maserati 250F                    | Maserati 2,5 L L6 Maserati 2,5 L V12 | P    | Stirling Moss         | 8    |      |     |      |      |     |      |      |     |
| 1957 | Maserati 250F                    | Maserati 2,5 L L6 Maserati 2,5 L V12 | P    | Harry Schell          |      | Ret† |     | 5    | Ret  | 7   | 3    | 5†   |     |
| 1957 | Maserati 250F                    | Maserati 2,5 L L6 Maserati 2,5 L V12 | P    | Giorgio Scarlatti     |      | Ret† |     |      |      | 10  | 6    | 5†   |     |
| 1957 | Maserati 250F                    | Maserati 2,5 L L6 Maserati 2,5 L V12 | P    | Hans Herrmann         |      | DNQ  |     |      |      |     |      |      |     |

† Dva ali več dirkačev je dirkalo z istim dirkalnikom.